# Orden des weißen Sterns

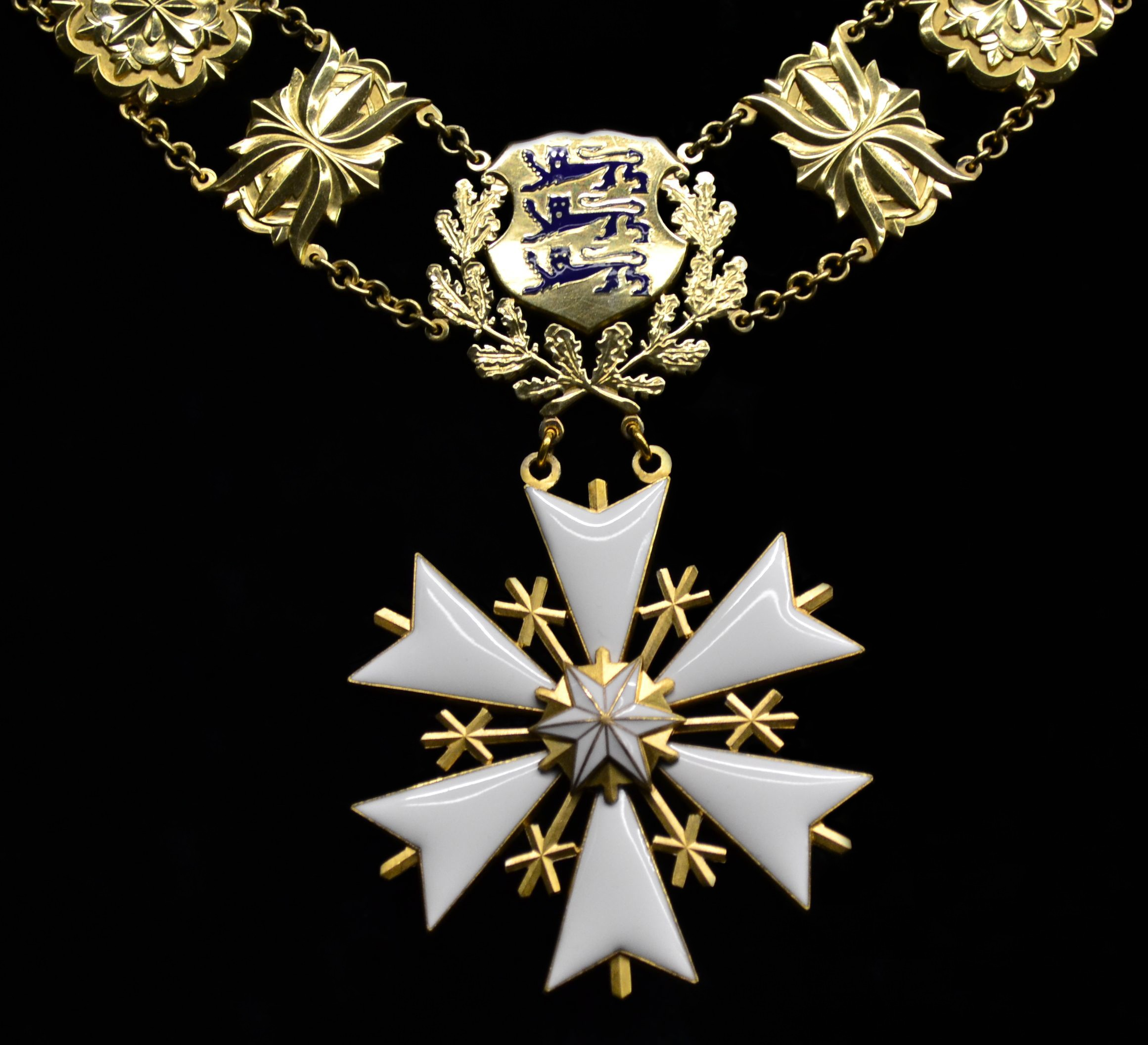
Collane des Ordens des weißen Sterns

Der Orden des weißen Sterns (estnisch: Valgetähe teenetemärk) ist eine staatliche Auszeichnung Estlands, die an Zivilpersonen verliehen wird.

## Stiftung
Der Orden wurde am 7. Oktober 1936 vom estnischen Staats- und Regierungschef Konstantin Päts eingeführt, um den Freiheitskampf der estnischen Bevölkerung zu würdigen. Der Orden des weißen Sterns wird vom estnischen Präsidenten an estnische und ausländische Staatsbürger für zivile oder staatliche Verdienste für den estnischen Staat verliehen.

## Kategorien
Der Orden des weißen Sterns wird in sieben Kategorien verliehen:
- Sonderstufe: Collane des Ordens des weißen Sterns
- fünf Grundstufen: Orden des weißen Sterns 1. Kategorie, 2. Kategorie, 3. Kategorie, 4. Kategorie, 5. Kategorie
- Medaille: Medaille des Ordens des weißen Sterns

Der fünf Basis-Kategorien im Einzelnen:
- I. Klasse
- II. Klasse
- III. Klasse
- IV. Klasse
- V. Klasse

## Bekannte Träger der Collane des Ordens des weißen Sterns
Einige bekannte Träger des Ordens sind:
- Valdas Adamkus, Präsident der Republik Litauen
- Vaira Vīķe-Freiberga, lettische Politikerin
- Philippe Jean-Charles Jourdan, Bischof von Tallin, III. Klasse
- Gerd Kanter, estnischer Leichtathlet
- Tarja Halonen, finnische Politikerin
- Mare Mikoff
- Vestards Šimkus, lettischer Pianist, V. Klasse